# فرودگاه قوستانای
فرودگاه قوستانای (به انگلیسی: Kostanay Airport) یک فرودگاه همگانی با کد یاتا KSN است . این فرودگاه در شهر قوستانای، قزاقستان کشور قزاقستان قرار دارد و در ارتفاع ۱۸۱ متری از سطح دریا واقع شده است.